# Arthur Hood, 1. Baron Hood of Avalon

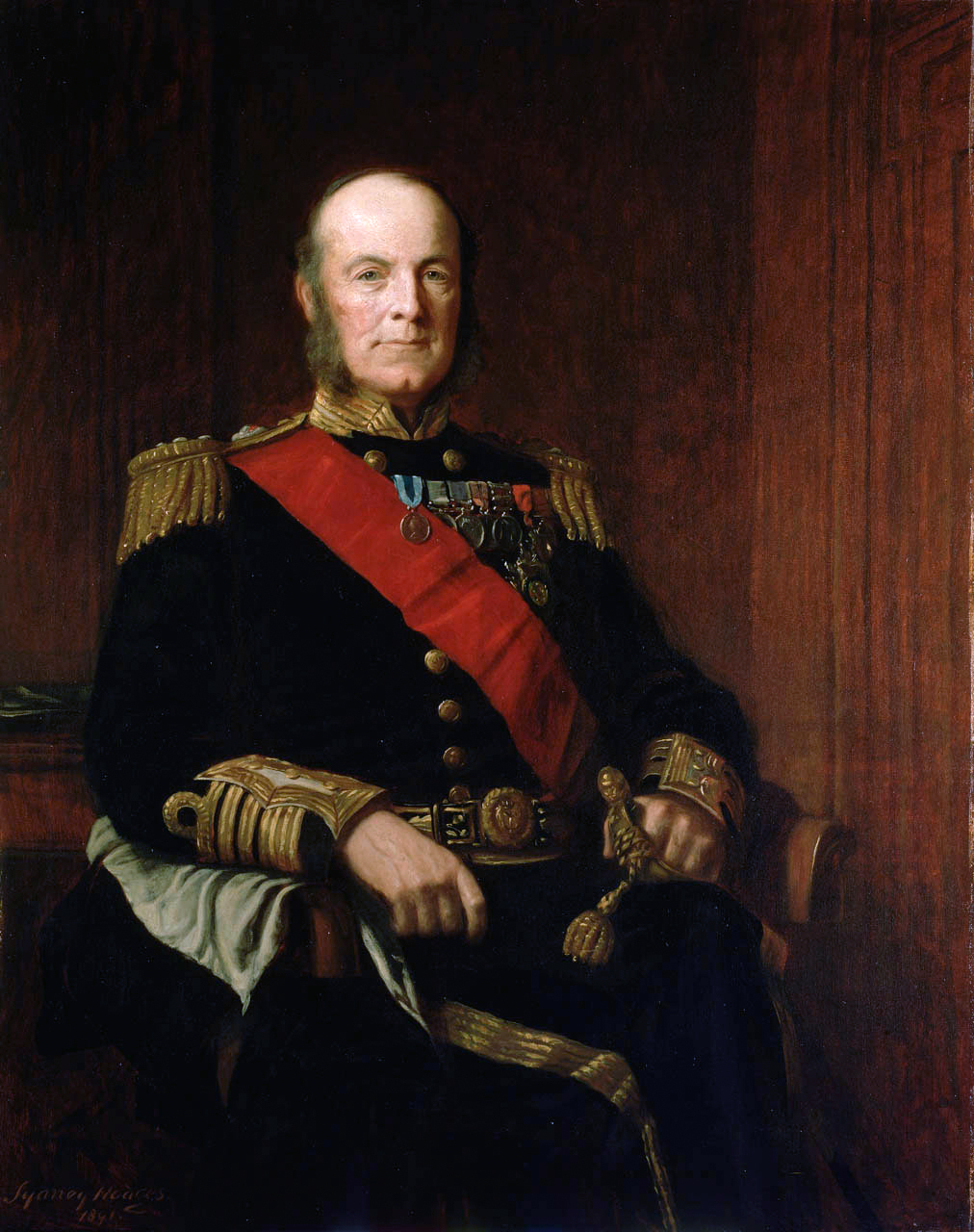
Arthur Hood, 1. Baron Hood of Avalon

Arthur William Acland Hood, 1. Baron Hood of Avalon GCB (* 14. Juli 1824 in Bath,  Somerset; † 16. November 1901 in Glastonbury, Somerset) war ein Admiral der britischen Royal Navy.

## Leben
Er gehörte der berühmten Familie Hood an, die viele bedeutende Persönlichkeiten der Royal Navy hervorgebracht hat. Er war der dritte Sohn von Sir Alexander Hood, 2. Baronet, Enkel des Kapitäns Alexander Hood und ein Großneffe des berühmten Admirals Sir Samuel Hood, 1. Baronet. Er war von 1885 bis 1886 und von 1886 bis 1889 Erster Seelord. 1886 wurde er zum Admiral befördert. Am 23. Februar 1892 wurde er als Baron Hood of Avalon, in the County of Somerset, zum Peer erhoben, womit ein Sitz im House of Lords verbunden war.
Seit 1855 war er mit Fanny Henrietta Maclean († 1915), Tochter des Sir Charles Maclean, 9. Baronet, verheiratet. Mit ihr hatte er zwei Töchter. Da er keine Söhne hinterließ, erlosch sein Adelstitel bei seinem Tod 1901.